# Fingendo la poesia
Fingendo la poesia è il terzo EP del gruppo italiano Marlene Kuntz, pubblicato il 28 maggio 2004 dalla EMI Music Italy.

## Il disco
In questo lavoro sono presenti due cover, le prime due registrate dal gruppo: Non gioco più, scritta da Gianni Ferrio e Roberto Lerici e interpretata da Mina nel 1974, e Alle prese con una verde milonga di Paolo Conte, del 1981. Vengono inserite inoltre le tracce Prima e Poi, due improvvisazioni registrate durante il tour di Senza peso.
È l'ultimo lavoro che vede la presenza di Dan Solo che lascerà il gruppo poco dopo.

## Tracce
Testi di Cristiano Godano, musiche di Marlene Kuntz, eccetto dove indicato.
1. Prima – 1:32
2. Fingendo la poesia – 3:56
3. Non gioco più – 3:19 (Gianni Ferrio, Roberto Lerici)
4. Alle prese con una verde milonga – 5:21 (Paolo Conte)
5. Il vortice – 5:20
6. Poi – 5:26

## Formazione
- Cristiano Godano – voce, chitarra
- Riccardo Tesio – chitarra
- Luca Bergia – batteria
- Dan Solo – basso